# Oxyna parietina

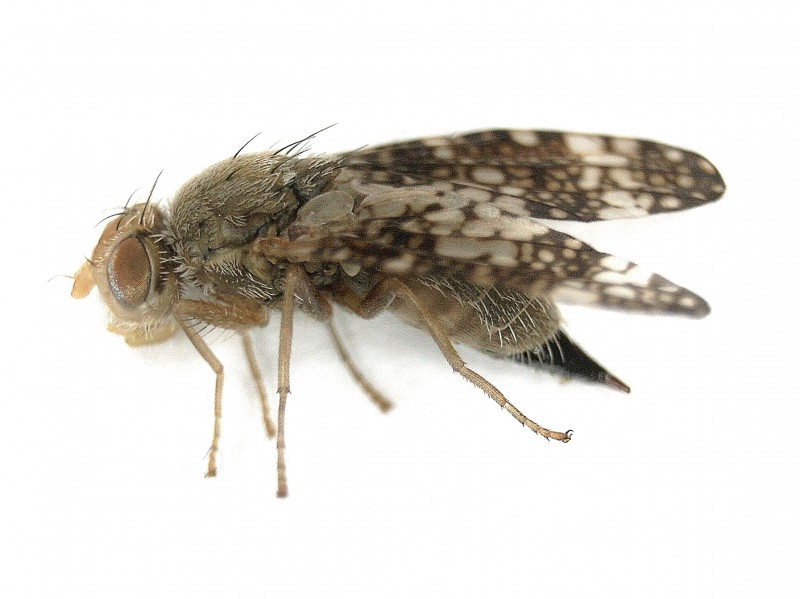
Weibchen, Seitenansicht

Oxyna parietina ist eine Fliege aus der Familie der Bohrfliegen (Tephritidae). Die Larve lebt im Stängel von Artemisia-Arten.

## Merkmale
Die Fliegen erreichen eine Körperlänge von 4 bis 4,5 Millimetern. Der Thorax ist gelbgrau bestäubt, hinter der Naht befinden sich einige Dorsozentralborsten. Der Hinterleib ist gräulich bestäubt und ist wie auch der Thorax kurz hellgelb behaart. Die Beine sind gelb. Die Stirn ist sehr breit und gewölbt, die Wangen sind ebenso breit und der Mundrand steht hervor. Vorne befindet sich nur ein Paar Orbitalborsten. Das dritte Glied der Fühler ist nur unmerklich länger als breit. Die netzartig gemusterten Flügel sind dunkel getönt, basal hellgelblich gefärbt. Sie tragen weißliche Flecken.
Im Stengel von Artemisia minieren auch weitere Arten der Gattung, die morphologisch sehr ähnlich sind.

## Vorkommen und Lebensweise
Die Art lebt in der westlichen Paläarktis, von Frankreich im Westen bis Kasachstan im Osten und von Finnland im Norden bis Bulgarien im Süden. Alte Angaben in Regionen weiter östlich beziehen sich auf Oxyna amurensis
Hendel, 1927 und Oxyna stackelbergi Korneyev, 1990. Die Larven entwickeln sich in kleinen Gruppen in den Stängeln von Artemisia. Die Pflanzen bilden auf Grund des Fraßes Missbildungen aus. Regelrechte Pflanzengallen werden aber nicht gebildet. Die Imagines findet man von April bis Juli, oft auf Brachland. Es gibt nur eine Generation pro Jahr.
Die Art wurde geprüft für die biologische Schädlingsbekämpfung von Artemisia vulgaris in Nordamerika, die dort eingeschleppt wurde und sich zur Plage entwickelt hat. Ein Einsatz ist aber bisher nicht erfolgt.

## Taxonomie und Systematik
Die Gattung Oxyna umfasst gut 20 paläarktische und 3 nearktische Arten. Die Larven leben in den Stängeln oder im Wurzelhals von Korbblütlern. Die Art wurde von Linnaeus als Musca parietina erstbeschrieben. Zu den Synonymen gehört Oxyna cinerea Robineau-Desvoidy, 1830, Oxyna pantherina (Fallén, 1820) erstbeschrieben als  Tephritis pantherina, Tephritis fulvimaculata Shinji, 1939. Wahrscheinlich ist auch Oxyna nasuta Hering, 1936 synonym, dies muss aber noch anhand von Typusmaterial abgeglichen werden.